# Кузьмичов Володимир Володимирович
Володимир Володимирович Кузьмичов (рос. Владимир Владимирович Кузьмичёв, 28 липня 1979, Москва — 23 вересня 2016, там само) — російський футболіст, нападник.

## Кар'єра

### «Спартак» (Москва)
Володимир Кузьмичов отримав першу футбольну освіту в школі московського «Спартака». Чотири роки (1996—1999) виступав за другу команду клубу, але так і не наблизившись до основного складу, залишив «Спартак» і перейшов у «Чорноморець» з Новоросійська.

### «Чорноморець»
У своєму дебютному сезоні на вищому рівні Кузьмичов зіграв у всіх перших 22 матчах чемпіонату, і якщо спочатку виходив на заміну на 5-10 хвилин, то потім міцно зайняв місце в стартовому складі і вніс великий внесок у повторення «Чорноморцем» найвищого досягнення в чемпіонатах країни — 6-те місце. Він забив 4 м'ячі (перший з яких у ворота московського «Спартака»), зробив 3 гольові передачі, і був запрошений до молодіжної збірної Росії. Така успішна гра молодого футболіста була помічена селекціонерами київського «Динамо». І хоча керівництво українського клубу спростовувало наявність інтересу до молодого нападника «Чорноморця», в кінці серпня, напередодні закінчення терміну подачі заявок в Лігу чемпіонів, питання про перехід Володимира Кузьмичова в команду Валерія Лобановського був остаточно вирішено — з гравцем був підписаний контракт на 4 роки.

### «Динамо» (Київ)
Через те, що перехід відбувся вже в ході чемпіонату України 2000/01, взяти участь в осінній частині турніру футболіст не міг, проте він був заявлений на Лігу чемпіонів 2000/2001, в якій зіграв у всіх 6 матчах групового етапу (в кожному виходячи на заміну). В українських змаганнях Кузьмичов виступав за «Динамо-2», а навесні 2001 року зіграв в 11 матчах основної команди і взяв участь у завоюванні клубом дев'ятого золота національного чемпіонату. Однак, по завершенні сезону в Україні, тренерський штаб київського клубу вирішив розлучитися з футболістом через малі перспективи того вписатися в тактичну схему команди.

### ЦСКА
Влітку 2001 року Кузьмичов повернувся в Москву, але не в «Спартак», а в ЦСКА Павла Садиріна. Сторони уклали 5-річний контракт. Всі свої 16 матчів за ЦСКА футболіст зіграв у 2001 році — 14 в чемпіонаті і 2 в переможному розіграші Кубка Росії 2001/02. З приходом на пост головного тренера Валерія Газзаєва, який вже працював з Кузьмичовим в молодіжній збірній, гравець жодного разу не потрапляв у заявку на матчі основного складу. У першій половині сезону 2002 року він виступав тільки за дубль ЦСКА, а в липні і зовсім був переданий в оренду до кінця сезону в московське «Торпедо». У грудні 2002 термін оренди був продовжений ще на один рік.

### «Торпедо» (Москва), «Спартак» (Нальчик), «Анжі»
2003 рік в «Торпедо» у Кузьмичова не вдався — всього чотири виходи на заміну в чемпіонаті, відправка в дубль, і в результаті дострокове розірвання угоди оренди. З вересня 2003 року до кінця сезону він виступав за клуб першого дивізіону «Спартак» з Нальчика, після чого повернувся в ЦСКА. У міжсезоння 2003/04 Кузьмичов пройшов збори спочатку з основною командою ЦСКА під керівництвом нового головного тренера клубу Артура Жорже, потім тренувався з дублем, але в підсумку був повернений в команду з Нальчика. У «Спартаку» футболіст стабільно виступав ще півтора року, а друге коло у першому дивізіоні 2005 року провів у клубі «Анжі».

### «Кубань»

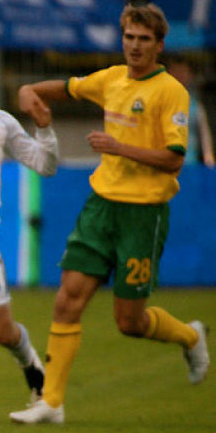
Володимир Кузьмичов в «Кубані»

На початку 2006 року відбувся трансфер Кузьмичова в «Кубань». У той рік команда під керівництвом Павла Яковенка зайняла в першому дивізіоні 2-е місце і домоглася переходу в Прем'єр-лігу. Перед початком чемпіонату 2007 року тренерський штаб «Кубані» вирішив не вдаватися до послуг Кузьмичова, і передати його в оренду, але в підсумку першу половину сезону футболіст провів взагалі без клубу. Тільки після зміни в «Кубані» головного тренера Леоніда Назаренка, і з початком відкриття періоду дозаявок, футболіст був включений до складу команди та в 14 зіграних матчах другого кола забив чотири м'ячі. І хоча його команда покинула Прем'єр-лігу, сам Кузьмичов залишився в еліті, перейшовши разом з Назаренком до «Терека», що повернувся з першого дивізіону.

### «Терек»

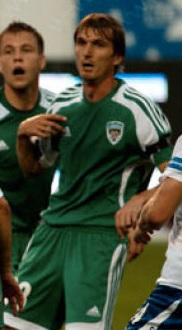
Володимир Кузьмичов в «Тереку»

У складі «Терека» в сезоні 2008 року Володимир провів 24 матчі і забив 5 м'ячів у ворота суперників, завдяки чому став найкращим бомбардиром клубу в сезоні. Наставник команди В'ячеслав Грозний дуже хотів, щоб Кузьмичов залишився, однак, сам гравець волів переїхати ближче до дому, тому, зважаючи на завершення терміну дії контракту, на правах вільного агента перейшов в «Сатурн».

### «Сатурн»
Став першим новачком «Сатурна» у міжсезоння 2008/2009.

## Загибель у ДТП
Загинув 23 вересня 2016 року в результаті автомобільної аварії на Мічурінському проспекті в Москві.